# El Zonte
El Zonte es una localidad costera situada en el municipio de Chiltiupán, departamento de La Libertad, en El Salvador. Con una población aproximada de 3.000 habitantes, ha ganado reconocimiento internacional como un importante destino de surf y por el uso de Bitcoin, lo que le ha valido el apodo de "Bitcoin Beach".

## Geografía y entorno
Ubicado en el kilómetro 53 de la carretera del litoral, El Zonte se caracteriza por sus dos playas de arena oscura volcánica, separadas por un estero. Su paisaje incluye farallones rocosos que se adentran en el mar, cuevas en la zona occidental y vegetación tropical diversa.

### Surf
El Zonte forma parte del circuito Surf City de El Salvador y es reconocido internacionalmente por su calidad para la práctica de surf. Cuenta con varias secciones para surfistas: una rompiente tipo "point break" rocosa (la "punta"), una ola izquierda junto a la desembocadura del río y zonas de rompiente de playa ("beach break"). Las olas pueden alcanzar hasta 3,5 m de altura, atrayendo tanto a principiantes como a surfistas experimentados.

## Economía y desarrollo
La economía local depende en gran medida del turismo ligado al surf y al uso de criptomonedas. A pesar de la pobreza estructural—calles sin pavimentar, sistemas de drenaje precarios—, la adopción del Bitcoin y la llegada de visitantes generado nuevas oportunidades económicas y un marcado aumento en precios inmobiliarios. Sin embargo, este crecimiento también ha sido objeto de debate por el riesgo de gentrificación.
A pesar de su ambiente bohemio y rural, El Zonte ha incrementado su oferta turística con hostales, surf camps, escuelas de surf y restaurantes. Los surf camps locales ofrecen cursos de iniciación al surf en un ambiente comunitario. La localidad combina lo tradicional –calles de tierra, infraestructuras modestas– con una oferta creciente enfocada en visitantes internacionales. El Zonte se es un punto de encuentro para surfistas, artistas y emprendedores, que buscan equilibrar su identidad local con nuevas iniciativas, incluyendo arte, eventos culturales y gastronomía.

### Adopción del Bitcoin
En 2019, El Zonte se convirtió en el primer lugar del país donde se utilizó Bitcoin de manera comunitaria, debido a un proyecto local impulsado por la fundación Hope House. Este experimento inspiró la creación de la Ley Bitcoin en El Salvador en 2021, que estableció el Bitcoin como moneda de curso legal hasta 2025. Parte de la comunidad adoptó dicho sistema para pagos, salarios, y transacciones cotidianas, aunque la tecnología y la conexión fuesen a veces limitadas.